# Valeriodes pardaria
Valeriodes pardaria är en fjärilsart som beskrevs av Moore 1882. Valeriodes pardaria ingår i släktet Valeriodes och familjen nattflyn. Inga underarter finns listade i Catalogue of Life.